# Zimmerius vilissimus
El mosquerito de Guatemala  (Zimmerius vilissimus), también denominado mosquerito cejas blancas (en México), mosquerito cejiblanco, o mosquerito pálido, es una especie de ave paseriforme de la familia Tyrannidae perteneciente al género Zimmerius. Tres especies anteriormente tratadas como subespecies de la presente, fueron separadas como especies plenas: Zimmerius parvus, Z. improbus y Z. petersi. Es nativo del sur de México y del noroeste de América Central.

## Distribución y hábitat
Se distribuye por el sur de México (Chiapas), sur de Guatemala y oeste de El Salvador. También numerosos registros en Belice.
Esta especie es considerada bastante común  en una variedad de hábitats, como bosques húmedos de varios tipos, áreas escasamente forestadas, y pastajes y plantaciones con árboles y matorrales intercalados. Es más común en áreas con abundancia de muérdago (Loranthaceae). Entre 500 y 2500 m de altitud en la temporada reproductiva. Por lo menos algunas poblaciones son migrantes altitudinales, bajando a altitudes menores durante el invierno septentrional.

## Descripción
Mide 9,5 cm de longitud y pesa 8,5 g. La parte superior es de color verde oliva y la corona de la cabeza de color gris opaco. Las alas son negruzcas, con ribete de plumas amarillas, pero no la barra de las alas, y su larga cola es oscura. La garganta y el pecho son de color blanquecino con rayas grises, el vientre es blanco, y los flancos tienen un color amarillo verdoso opaco. Las largas patas son negruzcas. Los individuos de ambos sexos son similares, pero los más jóvenes tienen una corona de color oliva, supercilia amarillenta y alas más amplias, pero más pálidas.

## Comportamiento
Es un pájaro activo, por lo general visto solo o en pareja, en lo alto de los árboles. 

### Alimentación
Se alimenta principalmente de muérdago, pero también de bayas e insectos pequeños, tomados en vuelo de salidas cortas desde una percha. 

### Reproducción
El nido es aproximadamente esférico, con una entrada lateral y hecho de musgos y forrado con fibra vegetal; puede ser construido entre los musgos o raíces epífitas colgantes, dentro de una hoja muerta grande, o dentro o debajo de un nido colgante amarillo-aceituna. Es construido de 2 a 15 m sobre el suelo. La incubación, que realiza la hembra, dura de 14 a 15 días, con otros 17 días para que eclosione el huevo.

### Vocalización
La llamada es un claro «piu» o «pieu», ligeramente campanillado a lastimero.

## Sistemática

### Descripción original
La especie Z. vilissimus fue descrita por primera vez por los zoólogos británicos Philip Lutley Sclater y Osbert Salvin en 1859 bajo el nombre científico Elainia vilissima; la localidad tipo es: «Cobán, Guatemala».

### Etimología
El nombre genérico masculino «Zimmerius» conmemora al ornitólogo estadounidense John Todd Zimmer (1889-1957); y el nombre de la especie «vilissimus», en latín significa ‘sin valor’.

### Taxonomía
Las anteriormente subespecies Zimmerius vilissimus improbus (incluyendo tamae), Z. vilissimus parvus y Z. vilissimus petersi son actualmente consideradas como especies separadas de la presente, con base en diferencias morfológicas, de vocalización, de hábitat, y con soporte de genética molecular de Rheindt et al. (2013) y Rheindt et al. (2014). El Comité de Clasificación de Sudamérica (SACC) que había rechazado esta separación objeto de la propuesta N° 441, finalmente aprobó dicha separación en la Propuesta N° 741. La separación fue seguida por las principales clasificaciones. Como consecuencia, quedó monotípica.